# João Silva (fotograf)

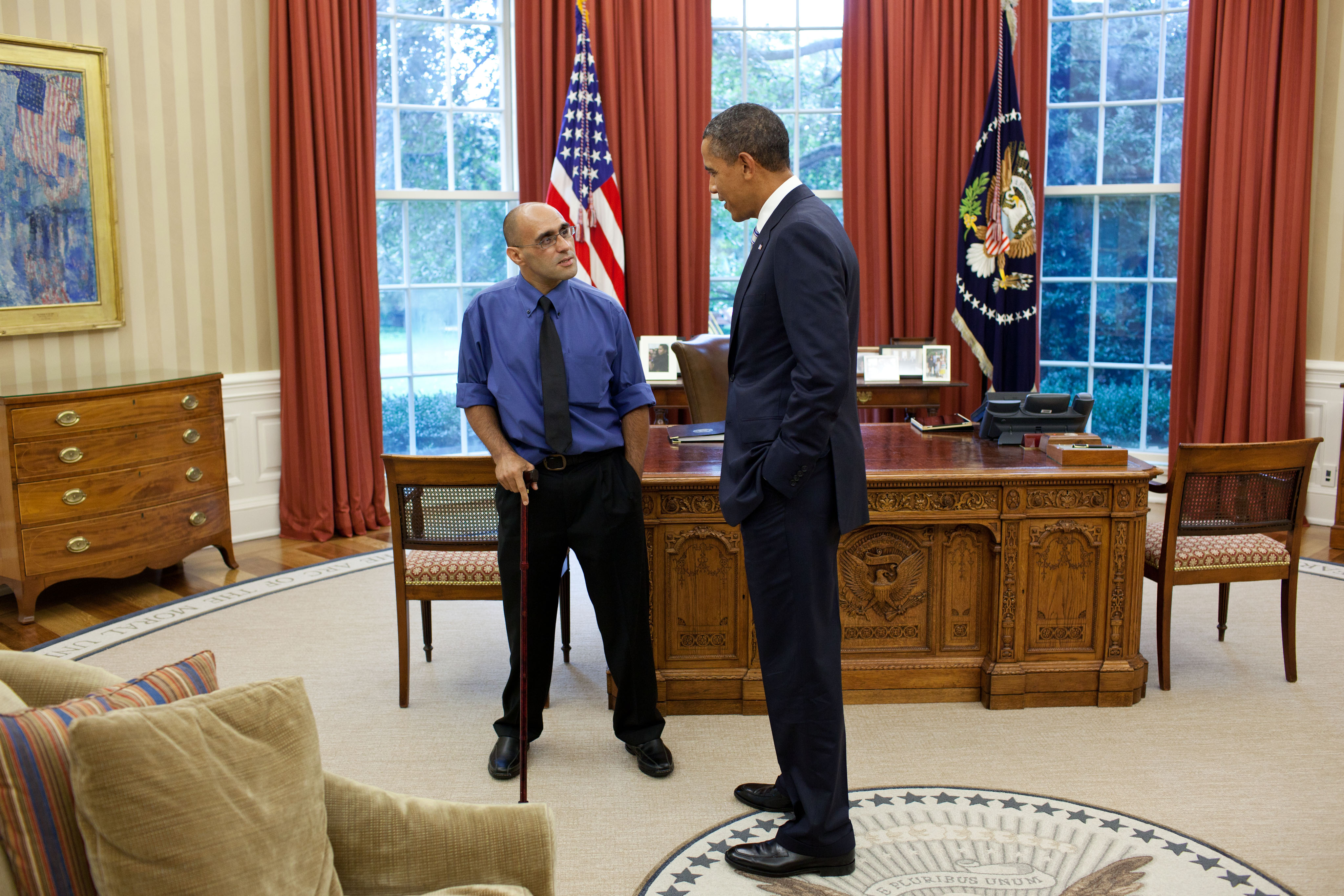
Silva s prezidentem USA Barackem Obamou v Oválné pracovně, 15. září 2011

João Silva (* 9. srpna 1966) je jihoafrický novinářský a válečný fotograf portugalského původu. Je posledním pracujícím členem Bang-Bang Clubu, skupiny fotografů, kteří se věnovali Jihoafrické republice od propuštění Nelsona Mandely z vězení v roce 1990 až po první multirasové volby v zemi v roce 1994. Působil v Africe, na Balkáně, ve Střední Asii, v Rusku a na Blízkém východě.
V říjnu 2010 Silva při hlídce s americkými vojáky v Kandaháru v Afghánistánu šlápl na pozemní minu a přišel o levou nohu pod kolenem a pravou nohu těsně nad ním. Po zotavení a obdržení dvou protéz byl jeho první úkol z vojenského zdravotnického centra Waltera Reeda pro The New York Times v Bílém domě. Nyní pracuje jako fotograf pro The New York Times v Africe.

## Raný život
Silva se narodil v Lisabonu v Portugalsku. Do Jihoafrické republiky přišel, když mu bylo devět let. Jeho rodiče emigrovali z portugalského Mosambiku do Jihoafrické republiky kvůli mosambické válce za nezávislost. Silva byl poslán ke svému kmotrovi na rok do Portugalska. Poté, co se jeho rodiče znovu usadili ve Vereeniging, jižně od Johannesburgu, Silva přišel na přistěhovalecké vízum do Jihoafrické republiky. Studoval na místní střední škole a rozhodl se odejít, rodičům řekl, že škola už ho nemá co naučit.
Můj kamarád studoval grafický design a jedním z jeho předmětů byla fotografie. Jedním z projektů, které musel udělat, byl rychlost, pohyb. Přišel s námi na závodní dráhu, aby vyfotografoval závodní auta, která se proháněla dokola, a já si tak nějak pomyslel: "O.K., v této roli se vidím. Tahle věc je pro mě ta pravá." To bylo poprvé, co jsem fotil.

Silva se vzdal ostatních zaměstnání, koupil si fotoaparát z druhé ruky a studoval černobílou fotografii na odborné noční škole. Na konci roku 1989 se přestěhoval do Johannesburgu a prosadil se jako fotograf.

## Ranná kariéra
Silva v roce 1990 začal pracovat na volné noze pro Johannesburg Herald. Kromě práce pro Alberton Record v roce 1991 fotografoval dopravní nehody a setkání Rotary klubu, fotografoval konfliktní zóny Thokoza a Soweto. Tam pořídil své první snímky zabíjení při rozvíjejícím se násilí v městských čtvrtích. O několik týdnů později ukázal své portfolio kanceláři Reuters v Johannesburgu a zařídil předložení fotografií k případnému zveřejnění. Brzy noviny opustil a pracoval jako nezávislý pracovník pro Reuters. Jeho dalším krokem bylo jít s novým portfoliem do The Star, kde viděl jeho fotografie Ken Oosterbroek. Silva pak začal pracovat na volné noze pro Sunday Star a později byl najat Oosterbroekem jako zaměstnaný fotograf.

## Silva a Kevin Carter v Súdánu

### Pozvánka operace OSN Lifeline Sudan
V březnu 1993 Robert Hadley, informační důstojník pro operaci OSN Lifeline Sudan, pozval Silvu a Kevina Cartera, aby přijeli do Súdánu a podali zprávu o hladomoru v Jižním Súdánu. Oba odletěli do Nairobi, aby se odtud dostali do Súdánu. Rostoucí boje v Súdánu je zdržely v Nairobi, ale Carterovi se podařilo letět s OSN na jeden den do Juby v jižním Súdánu, aby vyfotografoval člun, který se používal pro regionální potravinovou pomoc. OSN poté obdržela povolení od povstalecké skupiny letecky dopravit potravinovou pomoc do Ayodu a Robert Hadley pozval Silvu a Cartera, aby ho na této cestě doprovázeli.

### Ayod
Následující den přiletěli lehkým letadlem do malé vesničky Ayod. Nákladní letadlo přistálo krátce poté. Vesničané už čekali vedle ranveje, aby dostali jídlo, napsal Marinovič a "matka se přidala k čekání na jídlo a nechala své děti na písčité zemi poblíž." Silva a Carter se oddělili, aby nafotili snímky dětí a lidí, živých a mrtvých obětí katastrofického hladomoru, který vypukl během války. Carter šel několikrát za Silvou, aby mu řekl o šokující situaci, kterou právě vyfotografoval. Hladomor se velmi silně dotkl jeho emocí. Silva hledal rebelské vojáky, kteří by ho mohli vzít někomu s mocí. Našel nějaké vojáky a Carter se k němu přidal. Vojáci neuměli anglicky, ale jednoho zaujaly Carterovy náramkové hodinky. Carter mu dal své levné náramkové hodinky jako dárek. Vojáci byli jejich tělesnými strážci a následovali je kvůli jejich ochraně.
Aby mohli zůstat týden s rebely, potřebovali povolení velitele rebelů. Jejich letadlo startovalo za hodinu, bez povolení museli letět zpět. Znovu se oddělili a Silva šel do komplexu kliniky požádat o velitele rebelů. Bylo mu řečeno, že velitel povstalců se nachází v Kongoru v jižním Súdánu. To byla pro Silvu dobrá zpráva, „příště tam mířilo jejich malé letadlo OSN“. Opustil kliniku a vrátil se na přistávací dráhu, přičemž cestou pořizoval snímky dětí a lidí. Tehdy „narazil na dítě ležící na tváři na horkém slunci – a pořídil jeho fotografii“.

## Oceněná fotografie „sup a holčička“ v Súdánu
Carter viděl Silvu na ranveji, jak se k němu rychle blíží:
"Člověče", položil jednu ruku Silvovi na rameno a druhou mu zakryl oči. Neuvěříš, co jsem právě vyfotografoval! … „Fotil jsem to dítě na kolenou, pak jsem změnil úhel pohledu a najednou byl přímo za ní ten sup! … A já pořád fotil – nafotil jsem spoustu filmů! 

Silva se ho zeptal, kde fotil, a rozhlížel se, aby to taky vyfotografoval. Carter ukázal na místo asi 50 metrů daleko. Pak mu Carter řekl, že supa odháněl. Ze situace, kterou právě vyfotografoval, byl úplně v šoku. Řekl Silvovi: „To všechno vidím a jediné, na co dokážu myslet, je [jeho malá dcera] Megan“. Zapálil si cigaretu a každou minutu byl čím dál tím emocionálnější. "Nemůžu se dočkat, až ji obejmu, až přijdu domů." O několik minut později nastoupili do malého letadla OSN a odletěli z Ayodu do Kongoru.

## Fotograf konfliktů a válek
Dne 23. října 2010 Silva při hlídce s americkými vojáky v Kandaháru v Afghánistánu šlápl na pozemní minu a přišel o levou nohu pod kolenem a o pravou nohu těsně nad ním.
V roce 2011 Silva hovořil v Bronx Documentary Center v New Yorku o svém životě fotožurnalisty. Jeho projev byl publikován v The New York Times a na lens.blogs.nytimes.com. Posluchačům řekl: "Ve skutečnosti nepoužívám pojem 'válečný fotograf', když popisuji sám sebe... Ale jako fotoreportér máte mnohem více povinností, než jen být ve válce." Pokračoval: "Jsem historik s fotoaparátem a doufám, že mé obrázky použijí média k zachycení historie nebo k vyprávění příběhu nebo ke zdůraznění utrpení někoho jiného. To je nakonec důvod, proč v tom pokračuji a proč v tom chci pokračovat."
Silva v sekci "The Human Being Behind the Camera" ("Lidská bytost za fotografickou kamerou" hovořil o tom, že někteří lidé si myslí, že za aparátem je stroj, fotograf bez jakýchkoliv citů. Často se ho prý ptali, jak je možné, že může fotografovat tak kruté snímky. Jeho odpověď byla: „Pokud chcete pomáhat lidem, pak byste se neměli stát fotografem“. Ale také řekl: "Pomáháme lidem neustále." Vézt raněné v autě do nemocnice nebo pomáhat jen s maličkostmi bylo taky normální. Ale ne pokaždé, jak Marinovich vysvětlil ve své knize.
Některé obrázky jsou například tak silné, že jsou lidé zděšeni. Zmiňuje slavný snímek Kevina Cartera ze Súdánu. Někteří lidé kritizovali fotografa, že to vyfotil. Silva ke kritice říká:
Za tento snímek byl velmi kritizován. Kritizovali ho lidé, kteří nechápali dynamiku, kterou bylo zapotřebí k vytvoření tohoto snímku. ... Nakonec ten snímek byl velmi silným poselstvím o hladomoru. Najednou nastal ten příliv peněz, který přišel z ničeho nic. Pořízením tohoto snímku zachránil více životů, než kdyby jej nevyfotografoval. 

## Zpět do práce
Silva byl léčen v armádním zdravotním centru Waltera Reeda poté, co The New York Times trval na tom, že se mu dostane nejlepší lékařské péče. Po více než osmdesáti operacích a rehabilitačních školeních se opět věnoval fotografii. Mezitím se zúčastnil maratonu, rok poté, co šlápl na nášlapnou minu. Zúčastnil se newyorského maratonu na ručně poháněném klikovém kole, které dokončil za 2 hodiny 38 minut. V prosinci 2011 se vrátil domů do Johannesburgu v Jihoafrické republice jako zaměstnanec The New York Times.
Po návratu do Jihoafrické republiky si Silva koupil Harley-Davidson XL883L Super Low, jelikož motocykly jsou součástí jeho vášně. Silva si ho nechal upravit tak, aby mohl jezdit na motorce se svými protézami. Aby to otestoval, vydal se na závodní dráhu, kde dosáhl padesáti kol.

## Výstavy
Práce z prvních 20 let Silvy jako fotografa konfliktů byly poprvé představeny na 25. ročníku mezinárodního festivalu fotožurnalistiky Visa pour l'image ve francouzském Perpignanu. Později byly jeho snímky zařazeny na výstavu v New Yorku, Mnichově, Miláně a Johannesburgu.
Skupinové výstavy
- 2010 Visa Pour l'Image, mezinárodní festival fotožurnalistiky, Perpignan, Francie,
- 2013 Visa Pour l'Image 2013, Perpignan, Francie
- 2014 Rise and Fall of Apartheid: Photography and the Bureaucracy of Everyday Life (Vzestup a pád apartheidu: Fotografie a byrokracie každodenního života), Museum Africa, Johannesburg, Jihoafrická republika. Výstava byla zahájena v září 2012 v New Yorku a putovala přes Mnichov a Milán do Johannesburgu.

Samostatná výstava
- 2014–2015 João Silva: A Man Torn Apart by War (Muž rozervaný válkou), Museum Africa, Johannesburg, Jihoafrická republika.

## Ocenění
- 1992: Cena Jihoafrického novináře roku
- 1992: 2. cena a čestné uznání v cenách World Press Photo
- 1995: Výběr pro World Press Photo Joop Swart Masterclass
- 2006: World Press Photo: oceněný fotograf, Contemporary Issues, druhá cena dvouhry
- 2007: World Press Photo: Oceněný fotograf, Spot News, Čestné uznání
- 2011: Chevalier de l'Ordre des Arts et Lettres dne 4. dubna 2011, Francie
- 2012: Řád svobody (Ordem da Liberdade) portugalskou vládou
- 2012: Čestný doktorát v oboru výtvarných umění, Corcoran School of Arts and Design ve Washingtonu DC, USA

## Publikovaná díla
- The Bang-Bang Club: Snapshots from a Hidden War, Greg Marinovich a Silva
- In the Company of God, Silva